# 題目立
題目立（だいもくたて）は、奈良県奈良市上深川町の八柱神社に伝わる民俗芸能の語り物である。1975年（昭和50年）の文化財保護法の改正によって制定された重要無形民俗文化財の第1回の指定を受け、2009年（平成21年）にユネスコ無形文化遺産に登録された。

## 概要
八柱神社の10月12日（もとは旧暦9月9日）の宵宮祭の日に宮座入りをしたかぞえ17歳の若者を中心に演じられる神事芸能であり、成人の通過儀礼としての意味合いも持っていた。神社本殿と参籠所および社務所に囲まれた庭に、竹垣で囲った小さな舞台を仮設し、烏帽子に直垂姿の8人乃至9人の若者が、長い物語の詞章を謡うように語りついでいく。音楽も所作も伴わず独特の節回しで語られる素朴なもので、源平合戦を題材にした「厳島」「大仏供養」「石橋山」の3番が伝承されており、語り物が舞台化した初期の形を伝えていると評され中世の芸能の姿をうかがわせるものとして高く評価されている。

## 歴史
題目立は、室町時代末ごろにはすでに行われていたと推測されている。村に残る享保18年（1733年）の題目立の台本には「寛永元年（1624年）の片仮名書きの台本が読みづらくなったので書き改める」との旨の記述がある。このほかにも興福寺の僧英俊の『多聞院日記』（1576年）など数々の資料に題目立の記載がある。しかし、題目立の呼び名の由来については諸説あるが未だにはっきりしていない。1603年刊行の『日葡辞書』では「ダイモク」を「ナヲアラハス」と説明していることなどから、題目立とは演者が名を名乗りそれから順次条目を述べ立てるように物語っていくことからきた名称ではないかとも推測されている。
上深川の宮座は明治中頃までは22軒の家で構成されていた。題目立はもともとこれらの家筋の長男で座入りする青年を中心に行われていたもので、宮座が他の家も含む村座となってからは村全体の芸能となった。かつては豊作祈願として9月14・15日の二晩続けられたミヤゴモリの際に役の割り振りが行われ、語り本が長老から若者たちに手渡された。その後熟練者の指導を受けながら稽古に励み、10月7日・9日・11日には出演者全員が集まって総稽古であるナラシをする。家順に年に1軒ずつ勤めるドーゲは、ナラシの世話をしまた大役を果たした後の若者たちを招いて労をねぎらう。このように題目立の奉納は村全体の支援と励ましによって毎年繰り返されてきた。

## 行事
10月12日当日、主役の若者たちによってまず舞台が準備される。正面2間・奥行2間半ほどの地を2重の竹柵で囲い、中央に1間四方の板敷を置き周囲に藁筵を敷く。
午後7時半頃、神社西隣の元薬寺で装束を整えた若者たちは、先導する長老に続きこの舞台へと進む。長老はミチビキ歌を謡い若者たちはこれに唱和する。
安芸の国 厳島の 弁才天は たからえんさや ほうがまの そうようの—（厳島）
我が朝に 弓矢の大将はたれたれぞ よんのげにもさりさり 頼朝兵衛佐殿に まさる弓とりなかりけり ようそんのう—（大仏供養）
題目立の曲目は「厳島」「大仏供養」「石橋山」の3曲が伝わるが、現在は「厳島」と「大仏供養」の2曲が1年交代で演じられる。ただし氏神の造替があるとその年から3年間は「厳島」を演じるしきたりとなっている。「石橋山」はあまりにも長尺で深夜に及ぶことも度々であったためか、百年以上も演じられていなかったが、2019年11月に京都市立芸術大学と一般社団法人東洋音楽学会主催の公開講座で復曲上演された。
「厳島」は安芸の厳島神社を訪れた平清盛が弁才天から節刀という天下を治める長刀を授けられるというもので、8人で演じられる。「大仏供養」は源頼朝が東大寺の大仏供養に下向した際に悪七兵衛景清が三たびその命を狙ってついに果たせず終わるという筋で9人で演じられる。17歳の若者が定員どおり充足されることはあまりないため、不足の役はそれに近い年上の経験者があたる。戦時中は若い演じ手がいないため50歳や60歳にもなった者が演じたこともあるというが、それでも1年も欠かさず行われてきた。
配役のほとんどは「ソー」と呼ばれる黒地に2本の白線が入った素袍上下に立烏帽子という姿で襟首に扇子、手には弓を持つ。青地に白い斑点の素袍上下に扇子を持つのは「厳島」では平清盛、「大仏供養」では源頼朝。また「厳島」の弁才天は化粧を施し冠金をかぶり長刀を、神主は白幣を持つ。「大仏供養」の悪七兵衛景清と畠山重忠は弓を持たない。
若者たちが舞台の所定の位置に着き神前に題目立の奉納が告げられると、呼び出し役の「番帳さし」から「一番清盛」「二番小松」というようにセリフの順番と役名が告げられる。この呼び出しにうながされて各役回りの者が順に独特の節回しで名乗りをあげ、動作はほとんど伴わずに物語を語っていく。各人それぞれ微妙に音域や節回しが異なり、それが素朴な味わいでもある。この節回しは、ある音楽研究家が採譜したところによると邦楽独特の五音階で成り立っているものらしい。セリフが一巡すると演者も落ち着いてくるのが声の調子でわかる。こうして題目立は淡々と進行し、村人や拝観者は静かにそれを見守る。
物語の終盤（「厳島」では二六番の後、「大仏供養」では三八番の後）に入ると「イリクドン（入句同音）」という呼び出しがあり「フショ舞」が行われる。演者の1人が中央の板敷に進み出ると残りの者が「ソーヨーヤ ヨロコビ エーエンニ」と謡い、さらに続けて「ヨロコビニ ヨロコビニ マタヨロコビヲ カサヌレバ モンドニ ヤリキニ ヤリコドンド」と「ヨロコビ歌」を謡う。中央の若者はそれに合わせて激しく板を踏み鳴らし扇を振り、周囲に喜びを振りまくように舞う。その様子からシコフミとも呼ばれるが、それまでほとんど動作のない語りが続くだけにこの「フショ舞」は強い印象をもたらす。この後全員が祝言の意味合いを持つ「人句」を唱和して奉納を終え、再び長老の先導でミチビキ歌を謡いつつ舞台から元薬寺へ退出する。